# Sphericaleyrodes bambusae
Sphericaleyrodes bambusae là một loài côn trùng cánh nửa trong họ Aleyrodidae, phân họ Aleyrodinae.
Sphericaleyrodes bambusae được Selvakumaran & David miêu tả khoa học đầu tiên năm 1996.